# Damdubbel i badminton vid olympiska sommarspelen 1996
Damdubbeln i badminton vid olympiska sommarspelen 1996 i Atlanta vanns av  Kina.

## Medaljtabell
| Klass         | Guld               | Silver                             | Brons                        |
| Dubbel, damer | Kina Ge Fei Gu Jun | Sydkorea Gil Young-ah Jang Hye-ock | Kina Qin Yiyuan Tang Yongshu |

## Turneringen

### Första omgången
| Första rundan                                  | Första rundan       | Första rundan                                      |
| Vinnare                                        | Poäng               | Förlorare                                          |
| ---------------------------------------------- | ------------------- | -------------------------------------------------- |
| Gil Young-ah & Jang Hye-ock (KOR)              | ()                  | Bye                                                |
| Tomomi Matsuo & Masako Sakamoto (JPN)          | (15-0, 15-4)        | Diana Koleva & Nely Nedjalkova (BUL)               |
| Julie Bradbury & Joanne Wright (GBR)           | ()                  | Bye                                                |
| Ann Lou Jørgensen & Lotte Olsen (DEN)          | (15-13, 15-10)      | Elena Rybkhina & Marina Yakusheva (RUS)            |
| Qin Yiyuan & Tang Yongshu (CHN)                | ()                  | Bye                                                |
| Lili Tampi & Finarsih (INA)                    | (15-9, 15-4)        | Rhonda Cator & Amanda Hardy (AUS)                  |
| Lisbet Stuer-Lauridsen & Marlene Thomsen (DEN) | (15-4, 15-1)        | Linda French & Erika von Heiland (USA)             |
| Chung Jae-Hee & Park Soo-Hyun (KOR)            | (15-7, 15-6)        | Chen Li-Chin & Tsai Huey-Min (TPE)                 |
| Eline Coene & Erica van den Heuvel (NED)       | (15-10, 15-5)       | Kelly Morgan & Joanne Muggeridge (GBR)             |
| Chen Ying & Peng Xingyong (CHN)                | (15-2, 11-15, 15-1) | Victoria Evtoushenko & Elena Nosdran (UKR)         |
| Kim Shin Young & Kim Mee-Hyang (KOR)           | (15-12, 18-13)      | Aiko Miyamura & Akiko Miyamura (JPN)               |
| Helene Kirkegaard & Rikke Olsen (DEN)          | ()                  | Bye                                                |
| Tammy Jenkins & Rhona Robertson (NZL)          | (15-7, 15-4)        | Si-An Deng & Denyse Julien (CAN)                   |
| Eliza & Zelin Resiana (INA)                    | (15-6, 15-13)       | Maria Bengtsson & Margit Borg (SWE)                |
| Katrin Schmidt & Kerstin Ubben (GER)           | (15-1, 15-2)        | Martine de Souza & Marie-Josephe Jean-Pierre (MRI) |
| Ge Fei & Gu Jun (CHN)                          | ()                  | Bye                                                |

### Åttondelsfinaler
| Åttondelsfinaler                               | Åttondelsfinaler    | Åttondelsfinaler                         |
| Vinnare                                        | Poäng               | Förlorare                                |
| ---------------------------------------------- | ------------------- | ---------------------------------------- |
| Gil Young-Ah & Jang Hye-Ock (KOR)              | (15-7, 15-6)        | Tomomi Matsuo & Masako Sakamoto (JPN)    |
| Ann Jørgensen & Lotte Olsen (DEN)              | (15-4, 15-5)        | Julie Bradbury & Joanne Wright (GBR)     |
| Qin Yiyuan & Tang Yongshu (CHN)                | (15-1, 4-15, 15-6)  | Lili Tampi & Finarsih (INA)              |
| Lisbet Stuer-Lauridsen & Marlene Thomsen (DEN) | (15-8, 13-15, 15-9) | Chung Jae-Hee & Park Soo-Hyun (KOR)      |
| Chen Ying & Peng Xingyong (CHN)                | (15-8, 15-13)       | Eline Coene & Erica van den Heuvel (NED) |
| Helene Kirkegaard & Rikke Olsen (DEN)          | (15-8, 15-8)        | Kim Mee-Hyang & Kim Shin-Young (KOR)     |
| Eliza & Zelin Resiana (INA)                    | (15-9, 15-2)        | Tammy Jenkins & Rhona Robertson (NZL)    |
| Ge Fei & Gu Jun (CHN)                          | (15-3, 15-6)        | Katrin Schmidt & Kerstin Ubben (GER)     |

### Kvartsfinaler
| Kvartsfinaler                         | Kvartsfinaler      | Kvartsfinaler                                  |
| Vinnare                               | Poäng              | Förlorare                                      |
| ------------------------------------- | ------------------ | ---------------------------------------------- |
| Gil Young-Ah & Jang Hye-Ock (KOR)     | (15-9, 15-9)       | Ann Jørgensen & Lotte Olsen (DEN)              |
| Qin Yiyuan & Tang Yongshu (CHN)       | (15-8, 15-3)       | Lisbet Stuer-Lauridsen & Marlene Thomsen (DEN) |
| Helene Kirkegaard & Rikke Olsen (DEN) | (15-6, 8-15, 15-5) | Chen Ying & Peng Xingyong (CHN)                |
| Ge Fei & Gu Jun (CHN)                 | (15-7, 15-3)       | Eliza & Resiana Zelin (INA)                    |

### Semifinaler
| Semifinaler                       | Semifinaler           | Semifinaler                           |
| Vinnare                           | Poäng                 | Förlorare                             |
| --------------------------------- | --------------------- | ------------------------------------- |
| Gil Young-Ah & Jang Hye-Ock (KOR) | (15-12, 10-15, 18-16) | Qin Yiyuan & Tang Yongshu (CHN)       |
| Ge Fei & Gu Jun (CHN)             | (15-8, 15-2)          | Helene Kirkegaard & Rikke Olsen (DEN) |

### Bronsmatch
| Bronsmatch                      | Bronsmatch         | Bronsmatch                            |
| Vinnare                         | Poäng              | Förlorare                             |
| ------------------------------- | ------------------ | ------------------------------------- |
| Qin Yiyuan & Tang Yongshu (CHN) | (7-15, 15-4, 15-8) | Helene Kirkegaard & Rikke Olsen (DEN) |

### Final
| Final                 | Final        | Final                             |
| Vinnare               | Poäng        | Förlorare                         |
| --------------------- | ------------ | --------------------------------- |
| Ge Fei & Gu Jun (CHN) | (15-5, 15-5) | Gil Young-Ah & Jang Hye-Ock (KOR) |